# جنون بورژوازی
جنون بورژوازی (فرانسوی: Folies bourgeoises‎) یک فیلم سکسی-کمدی فرانسوی به کارگردانی کلود شابرول است که در سال ۱۹۷۶ منتشر شد. این فیلم بازخورد چندان خوبی در میان منتقدان نداشت.

## گزیدهٔ بازیگران
- بروس درن
- استفان اودران
- سیدنی رم
- ژان-پیر کسل
- آن مارگرت
- ماریا شل
- فرانسیس پرن
- سیبیل دانینگ
- شارل آزناوور
- کورد یورگنس
- توماس میلیان
- کلود شابرول